# Monkstown, Cork
Monkstown (iriska: Baile an Mhanaigh) är en ort på den södra delen av Irland i grevskapet Cork, sydöst om staden Cork. Monkstown har 4 595 invånare (2002) och ligger vid floden Lee. 